# Tour de França de 2024
El Tour de França de 2024 fou la 111a edició del Tour de França. La gran sortida (grand départ) se celebrà el 29 de juny de 2024 a Florència i l'arribada serà el 21 de juliol a Niça. D'aquesta manera, fou el primer cop en la història que la prova ciclista sortí des d'Itàlia i també la primera edició que no acabà a París. L'organització ho justificà per la proximitat amb els Jocs Olímpics d'estiu del 2024, celebrats a la capital francesa. Fou el 25è esdeveniment de l'UCI World Tour 2024.
L'eslovè Tadej Pogačar (UAE Team Emirates) fou el guanyador del Tour i el vencedor de sis etapes, fet que el convertí en el primer ciclista que aconseguia el doblet Giro-Tour en un mateix any des que Marco Pantani ho aconseguí el 1998. El segon classificat fou el danès Jonas Vingegaard (Team Visma-Lease a Bike, qui havia guanyat els dos Tours precedents, i el tercer fou el belga Remco Evenepoel (Soudal Quick-Step), qui s'estrenà en la prova. L'eritreu Biniam Girmay (Intermarché-Wanty) fou el vencedor de la classificació dels punts, l'equatorià Richard Carapaz (EF Education-EasyPost) guanyà la classificació de la muntanya i també el premi de la combativitat i Evenepoel la dels joves. L'UAE Team Emirates fou el vencedor de la classificació per equips.
A més dels vencedors de les diverses classificacions, Mark Cavendish (Astana Qazaqstan Team) fou un dels protagonistes de la prova ja que el seu triomf a la cinquena etapa el convertí en el ciclista amb més victòries al Tour de França (35), una més que Eddy Merckx. Per la seva banda, Biniam Girmay es convertí en el primer africà negre en guanyar una etapa al Tour i també en el primer africà negre en guanyar alguna classificació al Tour de França, en el seu cas, la dels punts. Per la seva banda, amb la seva victòria durant la 17a etapa, Carapaz es convertí en el primer equatorià en tenir un triomf d'etapa al Tour, prèviament, ja havia estat el primer equatorià en portar el mallot groc.

## Equips
| WorldTeams (18)- Decathlon-AG2R La Mondiale - Alpecin-Deceuninck - Arkéa-B&B Hotels - Astana Qazaqstan Team - Bahrain Victorious - Red Bull-Bora-Hansgrohe - Cofidis - EF Education-EasyPost - Groupama-FDJ - Ineos Grenadiers - Intermarché-Wanty - Team Visma \| Lease a Bike - Lidl-Trek - Movistar Team - Soudal Quick-Step - Team dsm-firmenich PostNL - Team Jayco AlUla - UAE Team Emirates ProTeams (4)- Israel-Premier Tech - Lotto Dstny - TotalEnergies - Uno-X Mobility |
| |

## Recorregut
En aquesta edició, els ciclistes van afrontar 3.492 km entre Florència i Niça repartits en 8 etapes planes, 7 de muntanya (quatre amb arribades en alt), 4 de mitja muntanya i 2 de contrarellotge. També hi hagué dos dies de descans.
A banda de la sortida i l'arribada, les altres grans novetats d'aquesta edició foren la introducció de camins blancs a la novena etapa (32,2 km) i la contrarellotge final de 34 km entre Mònaco i Niça. D'aquesta manera, 35 anys després hi tornà a haver una contrarellotge en la darrera etapa. Pel que fa a les arribades en alt, foren a Saint-Lary-Soulan Pla d’Adet, Plateau de Beille, Isola 2000 i Coll de la Couillole, essent les dues darreres l'antepenúltima i penúltima etapes. A més, els ciclistes hagueren de superar la Cime de la Bonnette (2,802 metres), per on passa la carretera asfaltada a més altitud de França.

## Desenvolupament de la cursa

### Primera setmana
El Tour de França va començar amb una etapa en línia entre Florència i Rimini en el transcurs de la qual els ciclistes havien de superar diverses dificultats orogràfiques de segona i tercera categoria amb més de 3.600 metres de desnivell positiu acumulat. El francès Romain Bardet (dsm) i el seu company Frank Van den Broek aguantaven escapats en solitari els últims quilòmetres després que el veterà corredor enllacés a mitja etapa amb la fuga de set ciclistes que s'havia format al quilòmetre 17 i pogués sumar el seu quart triomf al Tour, que corria per últim cop i del qual n’era el primer líder. El gran grup arribava tot just a dos segons de la parella del dsm.
L'endemà, l'etapa acabava a Bolonya, a on calia superar dues ascensions a San Luca (1,9km al 10,6% i pics del 20%). Durant la segona pujada, Adam Yates (UAE) va estirar el grup, deixant-lo amb menys de 10 integrants, moment que Tadej Pogačar (UAE Team Emirates) va aprofitar per atacar. Jonas Vingegaard (Team Visma | Lease a Bike) el va seguir i, a menys d'un quilòmetre de la meta, Remco Evenepoel (Soudal Quick-Step) i Richard Carapaz (EF-Educatioin-EasyPost), que havien quedat lleugerament despenjats, es van unir al duet i els quatre van arribar plegats pocs minuts després que Kévin Vauquelin (Arkéa-B&B Hotels), supervivent de l'escapada inicial, guanyés l'etapa en solitari. L'eslovè va esdevenir líder de la general en tenir una millor suma de posicions parcials en relació als altres tres ciclistes amb qui havia arribat a la meta i amb qui compartia el mateix temps a la classificació general.
La tercera etapa presentava un recorregut pla fins a Torí i va acabar a l'esprint amb victòria de l'eritreu Biniam Girmay (Intermarche - Wanty) en la que fou la primera victòria d'un ciclista africà negre en la història del Tour. Richard Carapaz va rellevar Pogačar al capdavant de la classificació general per la millor suma de posicions parcials entre els quatre ciclistes que ostentaven el millor temps.
La quarta etapa plantejava la primera dificultat seriosa (el Galibier) i suposava l'entrada a França. Es va formar una escapada integrada per disset corredors, als quals el grup de favorits —encapçalat pels UAE— va atrapar durant l'ascensió al Galibier. A falta de 800 metres pel cim, Pogačar va atacar i, tot i que Vingegaard el va poder seguir inicialment, va acabar perdent pocs metres i va creuar el port a 8 segons de l'eslovè qui va fer tot el descens en solitari i va aconseguir guanyar l'etapa amb més de mig minut de marge sobre Evenepoel, Juan Ayuso (UAE Team Emirates), Primož Roglič (Red Bull-Bora-Hansgrohe), Vingegaard i Carlos Rodríguez (INEOS Grenadiers). D'aquesta manera, Pogačar recuperava el mallot groc de líder i esdevenia el rival a batre per la resta.
L'endemà es disputava la primera etapa clarament propícia als esprintadors. Després de neutralitzar l'escapada a falta d'una trentena de quilòmetres, el gran grup s'encaminava cap a l'esprint final, on s'imposava Mark Cavendish (Astana Qazaqstan Team). Amb aquesta victòria, Cavendish superava Eddy Merxkx en el còmput de victòries d'etapa i, amb trenta-cinc, esdevenia el ciclista amb més triomfs parcials. A més, també esdevingué el segon corredor de més edat –39 anys i 43 dies– que guanya una etapa del Tour.
La sisena etapa era pràcticament plana en la seva totalitat i va acabar en un esprint guanyat per Dylan Groenewegen (Jayco-AlUlA). A banda de l'ensurt que s'endugué Pogačar quan el pilot es dividí en dos i ell quedà en el segon grup durant 10 km, la nota més destacada de l'etapa va ser que Biniam Girmay esdevingué el primer ciclista africà que vestia el mallot verd de líder de la classificació per punts.
L'endemà es disputava la primera contrarellotge individual de la prova, durant la qual els corredors van haver d'afrontar un circuit de 25,3 km amb poc desnivell positiu. El vigent campió del món de l'especialitat, Remco Evenepoel, es va imposar amb 12 segons d'avantatge sobre Pogačar i amb poc més de mig minut sobre Vingegaard i Primož Roglič, fet que suposava la primera victòria a la prova del belga i que permetia que l'eslovè d'UAE mantingués el mallot groc de líder.
El segon cap de setmana de la prova presentava dues etapes amb un perfil sinuós. La de dissabte va començar amb atacs immediats de Neilson Powless i Stefan Bissegger (EF Education-EasyPost) i del líder de la muntanya, Jonas Abrahamsen (Uno-X). Després que els ciclistes de l'EF Education-Easy Post deixessin Abrahamsen sol al capdavant, el danès va seguir recollint punts de la muntanya en solitari, fins que va ser atrapat a falta de 14,4 km per a l'arribada, que es va resoldre en un esprint massiu a Colombey-les-deux-Eglises que va suposar la segona victòria de Biniam Girmay. L'eritreu es va imposar a Jasper Philipsen (Alpecin-Deceuninck) i Arnaud de Lie (Lotto dstny) per ben poc, fet que li permetia consolidar el mallot verd. El diumenge suposava l'estrena dels camins blancs al Tour de França, distribuïts en diversos sectors al llarg de 32 km de carreteres de grava. Anthony Turgis (Total Energies) aconseguia imposar-se a la resta dels seus companys d'escapada, que havia arribat a tenir 14 integrants, guanyant l'esprint final a Tom Pidcock (Ineos Grenadiers) i Derek Gee (Israel-Premier Tech). Els principals favorits de la classificació general van tornar a acabar plegats, tot i que Pogačar i Evenepoel van atacar diverses vegades. Així doncs, Pogačar acabava la primera setmana de competició amb 33 segons d'avantatge sobre Evenepoel, amb 1'15" sobre Jonas Vingegaard i amb 1'36" sobre Primož Roglič.

### Segona setmana
Després del dia de descans, el pilot afrontava una etapa totalment plana en el transcurs de la qual no hi va haver cap escapada destacada, fet que els ciclistes van aprofitar per rodar a un ritme suau. A pocs quilòmetres de l'arribada de Saint-Amand-Montrond, els equips dels esprintadors es van activar per a preparar l'arribada als seus especialistes i Jasper Philipsen va aprofitar el llançament del seu company Mathieu van der Poel per a imposar-se clarament per davant de Girmay i de Pascal Ackermann (Israel-Premier Tech).
L'onzena etapa, de 211 km i amb un desnivell positiu de 4.192 metres va deparar una dura batalla entre els principals candidats a endur-se la victòria a la classificació general, els quals van atrapar l'escapada del dia durant l'ascens al Puy Mary Pas de Peyrol (5.3 km al 7.9%), el quart port de l'etapa. Mig quilòmetre abans de coronar-lo Pogačar va atacar els seus rivals i va aconseguir distanciar-se fins a arribar a tenir mig minut de diferència sobre Vingegaard i Roglic i una mica més sobre Evenepoel; però durant la pujada del següent port, el Coll del Pertus, que tenia bonificació al cim, Vingegaard va aconseguir atrapar l'eslovè de l'UAE i, tot i que aquest va creuar el cim en primer lloc i es va endur més bonificació que el danès, tots dos van mantenir-se plegats fins a la fi de l'etapa. Aquesta es va definir a l'esprint final, guanyat per Vingegaard per un marge molt petit. Evenepoel va entrar a 25 segons de la parella i va mantenir la segona plaça de la classificació general. Roglič, que havia caigut durant el darrer descens, va arribar lleugerament més tard que el belga; però en haver caigut dins de la zona de protecció dels darrers quilòmetres, va rebre el mateix temps que Evenepoel.
La dotzena etapa suposà el tercer triomf de Biniam Girmay, qui es va imposar en un ajustat esprint a Wout van Aert (Team Visma | Lease a Bike). En una etapa amb 3 ports de quarta categoria, el pilot va atrapar l'escapada del dia a falta de 30 km sense gaire complicacions; però una caiguda d'Aleksei Lutsenko a 12,5 km de l'arribada va endur-se Primož Roglič per davant i li va fer perdre temps a la classificació general, baixant a la sisena posició i quedant-se a 4’42” del seu compatriota i líder, Pogačar. Durant el transcurs de l'etapa, Fabio Jakobsen i Peio Bilbao van abandonar per malaltia.

L'endemà, Roglič no va prendre la sortida a causa de les lesions sofertes a la caiguda de la vigília. Tot i que es pressuposava una etapa tranquil·la acabada a l'esprint, la cursa va ser molt moguda ja que l'UAE Emirates va aconseguir colar Adam Yates a l'escapada del dia, cosa que va motivar que Visma | Lease a Bike, INEOS, Jayco-AlUla i Soudal QuickStep emprenguessin una lluita aferrissada per a atrapar els escapats durant 96 km, excepte un quartet que va seguir l'aventura durant 20 km més. Durant aquesta persecució, el 9è de la general, Juan Ayuso (Team UAE Emirates), va abandonar la cursa a causa de la covid-19. Finalment, malgrat haver-hi una successió d'atacs, Jasper Philipsen es va imposar a Wout van Aert a l'esprint i va aconseguir la seva segona victòria d'etapa.
| Etapa     | Data       | Ciutats d'etapa                             | type                      | Distància (km) | Desnivell (m) | Vencedor de l'etapa        | Líder de la general        |
| --------- | ---------- | ------------------------------------------- | ------------------------- | -------------- | ------------- | -------------------------- | -------------------------- |
| 1a etapa  | 29 de juny | Florència – Rímini                          | etapa accidentada         | 206            | 3.847 m       | Romain Bardet              | Romain Bardet              |
| 2a etapa  | 30 de juny | Cesenatico – Bolonya                        | etapa accidentada         | 199,2          | 1.858 m       | Kévin Vauquelin            | Tadej Pogačar              |
| 3a etapa  | 1 de jul   | Piacenza – Torí                             | etapa accidentada         | 230,8          | 1.315 m       | Biniam Girmay              | Richard Carapaz Montenegro |
| 4a etapa  | 2 de jul   | Pineròl – Valloire                          | etapa de muntanya         | 139,6          | 3.860 m       | Tadej Pogačar              | Tadej Pogačar              |
| 5a etapa  | 3 de jul   | Saint-Jean-de-Maurienne – Saint-Vulbas      | etapa plana               | 177,4          | 1.002 m       | Mark Cavendish             | Tadej Pogačar              |
| 6a etapa  | 4 de jul   | Mâcon – Dijon                               | etapa plana               | 163,5          | 889 m         | Dylan Groenewegen          | Tadej Pogačar              |
| 7a etapa  | 5 de jul   | Nuits-Saint-Georges – Gevrey-Chambertin     | contrarellotge individual | 25,3           | 285 m         | Remco Evenepoel            | Tadej Pogačar              |
| 8a etapa  | 6 de jul   | Semur-en-Auxois – Colombey les Deux Églises | etapa accidentada         | 183,4          | 2.291 m       | Biniam Girmay              | Tadej Pogačar              |
| 9a etapa  | 7 de jul   | Troyes – Troyes                             | etapa accidentada         | 199            | 2.033 m       | Anthony Turgis             | Tadej Pogačar              |
| 10a etapa | 9 de jul   | Orleans – Saint-Amand-Montrond              | etapa plana               | 187,3          | 888 m         | Jasper Philipsen           | Tadej Pogačar              |
| 11a etapa | 10 de jul  | Evaus – Le Lioran                           | etapa de muntanya         | 211            | 4.192 m       | Jonas Vingegaard           | Tadej Pogačar              |
| 12a etapa | 11 de jul  | Orlhac – Vilanuèva d'Òlt                    | etapa plana               | 203,6          | 2.253 m       | Biniam Girmay              | Tadej Pogačar              |
| 13a etapa | 12 de jul  | Agen – Pau                                  | etapa plana               | 165,3          | 1.866 m       | Jasper Philipsen           | Tadej Pogačar              |
| 14a etapa | 13 de jul  | Pau – Pla d'Adet                            | etapa de muntanya         | 151,9          | 4.043 m       | Tadej Pogačar              | Tadej Pogačar              |
| 15a etapa | 14 de jul  | Lodenvièla – Plan de Belha                  | etapa de muntanya         | 197,7          | 5.043 m       | Tadej Pogačar              | Tadej Pogačar              |
| 16a etapa | 16 de jul  | Grussan – Nimes                             | etapa plana               | 188,6          | 1.176 m       | Jasper Philipsen           | Tadej Pogačar              |
| 17a etapa | 17 de jul  | Sent Paul de Tricastin – SuperDévoluy       | etapa de muntanya         | 177,8          | 3.007 m       | Richard Carapaz Montenegro | Tadej Pogačar              |
| 18a etapa | 18 de jul  | Gap – Barceloneta de Provença               | etapa de mitja muntanya   | 179,5          | 3.033 m       | Victor Campenaerts         | Tadej Pogačar              |
| 19a etapa | 19 de jul  | Ambrun – Isola 2000                         | etapa de muntanya         | 144,6          | 4.462 m       | Tadej Pogačar              | Tadej Pogačar              |
| 20a etapa | 20 de jul  | Niça – Coll de la Couillole                 | etapa de muntanya         | 132,8          | 4.763 m       | Tadej Pogačar              | Tadej Pogačar              |
| 21a etapa | 21 de jul  | Ciutat de Mònaco – Niça                     | contrarellotge individual | 33,7           | 728 m         | Tadej Pogačar              | Tadej Pogačar              |

## Evolució de les classificacions
| Etapa | Vencedor           | Classificació general | Classificació per punts | Classificació de la muntanya | classificació dels joves | classificació per equips  | Premi de la combativitat |
| ----- | ------------------ | --------------------- | ----------------------- | ---------------------------- | ------------------------ | ------------------------- | ------------------------ |
| 1     | Romain Bardet      | Romain Bardet         | Frank van den Broek     | Jonas Abrahamsen             | Frank van den Broek      | Team DSM-Firmenich PostNL | Frank van den Broek      |
| 2     | Kévin Vauquelin    | Tadej Pogačar         | Jonas Abrahamsen        | Jonas Abrahamsen             | Remco Evenepoel          | Movistar Team             | Jonas Abrahamsen         |
| 3     | Biniam Girmay      | Richard Carapaz       | Jonas Abrahamsen        | Jonas Abrahamsen             | Remco Evenepoel          | Movistar Team             | Fabien Greille           |
| 4     | Tadej Pogačar      | Tadej Pogačar         | Jonas Abrahamsen        | Jonas Abrahamsen             | Remco Evenepoel          | UAE Team Emirates         | Oier Lazkano             |
| 5     | Mark Cavendish     | Tadej Pogačar         | Biniam Girmay           | Jonas Abrahamsen             | Remco Evenepoel          | UAE Team Emirates         | Clément Russo            |
| 6     | Dylan Groenewegen  | Tadej Pogačar         | Biniam Girmay           | Jonas Abrahamsen             | Remco Evenepoel          | UAE Team Emirates         | Mads Pedersen            |
| 7     | Remco Evenepoel    | Tadej Pogačar         | Biniam Girmay           | Jonas Abrahamsen             | Remco Evenepoel          | UAE Team Emirates         | no entregat              |
| 8     | Biniam Girmay      | Tadej Pogačar         | Biniam Girmay           | Jonas Abrahamsen             | Remco Evenepoel          | UAE Team Emirates         | Jonas Abrahamsen         |
| 9     | Anthony Turgis     | Tadej Pogačar         | Biniam Girmay           | Jonas Abrahamsen             | Remco Evenepoel          | UAE Team Emirates         | Jasper Stuyven           |
| 10    | Jasper Philipsen   | Tadej Pogačar         | Biniam Girmay           | Jonas Abrahamsen             | Remco Evenepoel          | UAE Team Emirates         | Kobe Goossens            |
| 11    | Jonas Vingegaard   | Tadej Pogačar         | Biniam Girmay           | Tadej Pogačar                | Remco Evenepoel          | UAE Team Emirates         | Tadej Pogačar            |
| 12    | Biniam Girmay      | Tadej Pogačar         | Biniam Girmay           | Tadej Pogačar                | Remco Evenepoel          | UAE Team Emirates         | Quentin Pacher           |
| 13    | Jasper Philipsen   | Tadej Pogačar         | Biniam Girmay           | Tadej Pogačar                | Remco Evenepoel          | UAE Team Emirates         | Magnus Cort              |
| 14    | Tadej Pogačar      | Tadej Pogačar         | Biniam Girmay           | Tadej Pogačar                | Remco Evenepoel          | UAE Team Emirates         | Ben Healy                |
| 15    | Tadej Pogačar      | Tadej Pogačar         | Biniam Girmay           | Tadej Pogačar                | Remco Evenepoel          | UAE Team Emirates         | Richard Carapaz          |
| 16    | Jasper Philipsen   | Tadej Pogačar         | Biniam Girmay           | Tadej Pogačar                | Remco Evenepoel          | UAE Team Emirates         | Thomas Gachignard        |
| 17    | Richard Carapaz    | Tadej Pogačar         | Biniam Girmay           | Tadej Pogačar                | Remco Evenepoel          | UAE Team Emirates         | Romain Grégoire          |
| 18    | Victor Campenaerts | Tadej Pogačar         | Biniam Girmay           | Tadej Pogačar                | Remco Evenepoel          | UAE Team Emirates         | Tobias Johannessen       |
| 19    | Tadej Pogačar      | Tadej Pogačar         | Biniam Girmay           | Richard Carapaz              | Remco Evenepoel          | UAE Team Emirates         | Richard Carapaz          |
| 20    | Tadej Pogačar      | Tadej Pogačar         | Biniam Girmay           | Richard Carapaz              | Remco Evenepoel          | UAE Team Emirates         | Enric Mas                |
| 21    | Tadej Pogačar      | Tadej Pogačar         | Biniam Girmay           | Richard Carapaz              | Remco Evenepoel          | UAE Team Emirates         | no entregat              |
| Final | Final              | Tadej Pogačar         | Biniam Girmay           | Richard Carapaz              | Remco Evenepoel          | UAE Team Emirates         | Richard Carapaz          |

1. ↑  Durant la tercera i quarta etapa, Valentin Madouas, segon en la classificació de la muntanya, portà el mallot blanc amb punts vermells ja que Jonas Abrahamsen, líder de la classificació, portà el mallot verd com a líder de la classificació per punts. Durant la cinquena etapa, Madouas tercer en la classificació de la muntanya, portà el mallot blanc amb punts vermells ja que Abrahamsen portà el mallot verd de líder de la classificació per punts i Tadej Pogačar, segon en la classificació, portà el mallot groc de líder de la general.
2. ↑  Durant la segona etapa, Maxim Van Gils, segon en la classificació dels joves, portà el mallot blanc ja que Frank van den Broek, líder en aquesta classificació, portà el mallot verd com a líder de la classificació per punts.
3. ↑  Durant la dotzena, tretzena i catorzena etapa, Jonas Abrahamsen, segon en la classificació de la muntanya, portà el mallot blanc amb punts vermells ja que Tadej Pogačar, líder d'aquesta classificació, portà el mallot groc com a líder de la general. Per la mateixa raó, durant la quinzena, setzena, dissetena, divuitena i dinovena etapa, Jonas Vingegaard portà el mallot blanc amb punts vermells.

## Classificacions finals
| Llegenda                            | Llegenda                             | Llegenda                              | Llegenda                                 |
| ----------------------------------- | ------------------------------------ | ------------------------------------- | ---------------------------------------- |
| Líder de la classificació general   | Líder de la classificació general    | Líder de la classificació de muntanya | Líder de la classificació de la muntanya |
| Líder de la classificació per punts | Líder de la classificació per punts  | Líder de la classificació dels joves  | Líder de la classificació dels joves     |
|                                     | Líder de la classificació per equips |                                       | Guanyador del Premi de la combativitat   |

### Classificació general
| Pos. | Corredor                | Equip                   | Temps       |
| ---- | ----------------------- | ----------------------- | ----------- |
| 1    | Tadej Pogačar (SLO)     | UAE Team Emirates       | 83h 38' 56" |
| 2    | Jonas Vingegaard (DEN)  | Team Visma-Lease a Bike | + 6' 17"    |
| 3    | Remco Evenepoel (BEL)   | Soudal Quick-Step       | + 9' 18"    |
| 4    | João Almeida (POR)      | UAE Team Emirates       | + 19' 03"   |
| 5    | Mikel Landa (SPA)       | Soudal Quick-Step       | + 20' 06"   |
| 6    | Adam Yates (GBR)        | UAE Team Emirates       | + 26' 07"   |
| 7    | Carlos Rodríguez (SPA)  | Ineos Grenadiers        | + 25' 04"   |
| 8    | Matteo Jorgenson (USA)  | Team Visma-Lease a Bike | + 26' 34"   |
| 9    | Derek Gee (CAN)         | Israel-Premier Tech     | + 27' 21"   |
| 10   | Santiago Buitrago (COL) | Bahrain Victorious      | + 29' 03"   |

| Classificació general final (11–141) | Classificació general final (11–141) | Classificació general final (11–141) | Classificació general final (11–141) |
| Pos.                                 | Corredor                             | Equip                                | Temps                                |
| ------------------------------------ | ------------------------------------ | ------------------------------------ | ------------------------------------ |
| 11                                   | Giulio Ciccone (ITA)                 | Lidl-Trek                            | + 30' 42"                            |
| 12                                   | Simon Yates (GBR)                    | Team Jayco AlUla                     | + 39' 04"                            |
| 13                                   | Guillaume Martin (FRA)               | Cofidis                              | + 43' 49"                            |
| 14                                   | Felix Gall (AUT)                     | Decathlon-AG2R La Mondiale           | + 46' 12"                            |
| 15                                   | Laurens De Plus (BEL)                | Ineos Grenadiers                     | + 46' 24"                            |
| 16                                   | Steff Cras (BEL)                     | Team TotalEnergies                   | + 49' 18"                            |
| 17                                   | Richard Carapaz (ECU)                | EF Education-EasyPost                | + 49' 24"                            |
| 18                                   | Jai Hindley (AUS)                    | Red Bull-Bora-Hansgrohe              | + 57' 04"                            |
| 19                                   | Enric Mas (SPA)                      | Movistar Team                        | + 1h 11' 05"                         |
| 20                                   | Louis Meintjes (RSA)                 | Intermarché-Wanty                    | + 1h 11' 50"                         |
| 21                                   | Wilco Kelderman (NED)                | Team Visma-Lease a Bike              | + 1h 23' 11"                         |
| 22                                   | Julien Bernard (FRA)                 | Lidl-Trek                            | + 1h 37' 15"                         |
| 23                                   | Javier Romo (SPA)                    | Movistar Team                        | + 1h 42' 26"                         |
| 24                                   | Carlos Verona (SPA)                  | Lidl-Trek                            | + 1h 47' 13"                         |
| 25                                   | Valentin Madouas (FRA)               | Groupama-FDJ                         | + 1h 51' 59"                         |
| 26                                   | Ilan Van Wilder (BEL)                | Soudal Quick-Step                    | + 1h 54' 30"                         |
| 27                                   | Ben Healy (IRL)                      | EF Education-EasyPost                | + 1h 56' 12"                         |
| 28                                   | Jordan Jegat (FRA)                   | Team TotalEnergies                   | + 2h 02' 36"                         |
| 29                                   | Egan Bernal (COL)                    | Ineos Grenadiers                     | + 2h 03' 50"                         |
| 30                                   | Romain Bardet (FRA)                  | Team DSM-Firmenich PostNL            | + 2h 04' 25"                         |
| 31                                   | Jack Haig (AUS)                      | Bahrain Victorious                   | + 2h 11' 33"                         |
| 32                                   | Pavel Sivakov (FRA)                  | UAE Team Emirates                    | + 2h 14' 21"                         |
| 33                                   | Bruno Armirail (FRA)                 | Decathlon-AG2R La Mondiale           | + 2h 15' 39"                         |
| 34                                   | Odd Christian Eiking (NOR)           | Uno-X Mobility                       | + 2h 18' 34"                         |
| 35                                   | Tobias Halland Johannessen (NOR)     | Uno-X Mobility                       | + 2h 21' 37"                         |
| 36                                   | Cristián Rodríguez (SPA)             | Arkéa-B&B Hotels                     | + 2h 26' 59"                         |
| 37                                   | Bob Jungels (LUX)                    | Red Bull-Bora-Hansgrohe              | + 2h 29' 05"                         |
| 38                                   | Jakob Fuglsang (DEN)                 | Israel-Premier Tech                  | + 2h 31' 42"                         |
| 39                                   | Oscar Onley (GBR)                    | Team DSM-Firmenich PostNL            | + 2h 41' 39"                         |
| 40                                   | Warren Barguil (FRA)                 | Team DSM-Firmenich PostNL            | + 2h 42' 13"                         |
| 41                                   | Romain Grégoire (FRA)                | Groupama-FDJ                         | + 2h 43' 41"                         |
| 42                                   | Geraint Thomas (GBR)                 | Ineos Grenadiers                     | + 2h 47' 36"                         |
| 43                                   | Wout Poels (NED)                     | Bahrain Victorious                   | + 2h 54' 52"                         |
| 44                                   | Marc Soler (SPA)                     | UAE Team Emirates                    | + 2h 55' 47"                         |
| 45                                   | Toms Skujiņš (LAT)                   | Lidl-Trek                            | + 2h 57' 02"                         |
| 46                                   | Quentin Pacher (FRA)                 | Groupama-FDJ                         | + 3h 15' 07"                         |
| 47                                   | Johannes Kulset (NOR)                | Uno-X Mobility                       | + 3h 17' 42"                         |
| 48                                   | Nicolas Prodhomme (FRA)              | Decathlon-AG2R La Mondiale           | + 3h 19' 25"                         |
| 49                                   | Tiesj Benoot (BEL)                   | Team Visma-Lease a Bike              | + 3h 26' 11"                         |
| 50                                   | Hugo Houle (CAN)                     | Israel-Premier Tech                  | + 3h 26' 55"                         |
| 51                                   | Nélson Oliveira (POR)                | Movistar Team                        | + 3h 33' 54"                         |
| 52                                   | Wout Van Aert (BEL)                  | Team Visma-Lease a Bike              | + 3h 35' 56"                         |
| 53                                   | Jonathan Castroviejo (SPA)           | Ineos Grenadiers                     | + 3h 35' 58"                         |
| 54                                   | Michał Kwiatkowski (POL)             | Ineos Grenadiers                     | + 3h 36' 34"                         |
| 55                                   | Jonas Abrahamsen (NOR)               | Uno-X Mobility                       | + 3h 38' 58"                         |
| 56                                   | Gregor Mühlberger (AUT)              | Movistar Team                        | + 3h 40' 17"                         |
| 57                                   | Magnus Cort (DEN)                    | Uno-X Mobility                       | + 3h 41' 57"                         |
| 58                                   | Kevin Geniets (LUX)                  | Groupama-FDJ                         | + 3h 44' 19"                         |
| 59                                   | Neilson Powless (USA)                | EF Education-EasyPost                | + 4h 45' 24"                         |
| 60                                   | Matteo Sobrero (ITA)                 | Red Bull-Bora-Hansgrohe              | + 3h 46' 46"                         |
| 61                                   | Jasper Stuyven (BEL)                 | Lidl-Trek                            | + 3h 47' 39"                         |
| 62                                   | Frank van den Broek (NED)            | Team DSM-Firmenich PostNL            | + 3h 48' 02"                         |
| 63                                   | Mathieu Burgaudeau (FRA)             | Team TotalEnergies                   | + 3h 48' 17"                         |
| 64                                   | Jan Tratnik (SLO)                    | Team Visma-Lease a Bike              | + 3h 48' 34"                         |
| 65                                   | David Gaudu (FRA)                    | Groupama-FDJ                         | + 3h 49' 23"                         |
| 66                                   | Krists Neilands (LAT)                | Israel-Premier Tech                  | + 3h 52' 08"                         |
| 67                                   | Jan Hirt (CZE)                       | Soudal Quick-Step                    | + 3h 24' 00"                         |
| 68                                   | Rui Costa (POR)                      | EF Education-EasyPost                | + 3h 54' 10"                         |
| 69                                   | Kobe Goossens (BEL)                  | Intermarché-Wanty                    | + 3h 56' 05"                         |
| 70                                   | Bart Lemmen (NED)                    | Team Visma-Lease a Bike              | + 3h 56' 28"                         |
| 71                                   | Alex Aranburu (SPA)                  | Movistar Team                        | + 3h 57' 53"                         |
| 72                                   | Davide Formolo (ITA)                 | Movistar Team                        | + 5h 59' 41"                         |
| 73                                   | Stephen Williams (GBR)               | Israel-Premier Tech                  | + 3h 59' 57"                         |
| 74                                   | Harold Tejada (COL)                  | Astana Qazaqstan Team                | + 4h 00' 13"                         |
| 75                                   | Nils Politt (GER)                    | UAE Team Emirates                    | + 4h 03' 21"                         |
| 76                                   | Nans Peters (FRA)                    | Decathlon-AG2R La Mondiale           | + 4h 07' 39"                         |
| 77                                   | Georg Zimmermann (GER)               | Intermarché-Wanty                    | + 4h 07' 59"                         |
| 78                                   | Sean Quinn (USA)                     | EF Education-EasyPost                | + 4h 10' 38"                         |
| 79                                   | Oier Lazkano (SPA)                   | Movistar Team                        | + 4h 10' 41"                         |
| 80                                   | Tim Wellens (BEL)                    | UAE Team Emirates                    | + 4h 20' 49"                         |
| 81                                   | Victor Campenaerts (BEL)             | Lotto Dstny                          | + 4h 23' 21"                         |
| 82                                   | Dorian Godon (FRA)                   | Decathlon-AG2R La Mondiale           | + 4h 23' 27"                         |
| 83                                   | Oliver Naesen (BEL)                  | Decathlon-AG2R La Mondiale           | + 4h 23' 43"                         |
| 84                                   | Christophe Laporte (FRA)             | Team Visma-Lease a Bike              | + 4h 26' 27"                         |
| 85                                   | Marco Haller (AUT)                   | Red Bull-Bora-Hansgrohe              | + 4h 26' 52"                         |
| 86                                   | Gianni Moscon (ITA)                  | Soudal Quick-Step                    | + 4h 26' 54"                         |
| 87                                   | Ryan Gibbons (RSA)                   | Lidl-Trek                            | + 4h 28' 44"                         |
| 88                                   | Paul Lapeira (FRA)                   | Decathlon-AG2R La Mondiale           | + 4h 28' 54"                         |
| 89                                   | Michael Matthews (AUS)               | Team Jayco AlUla                     | + 4h 30' 03"                         |
| 90                                   | Fabien Grellier (FRA)                | Team TotalEnergies                   | + 4h 33' 40"                         |
| 91                                   | Kévin Vauquelin (FRA)                | Arkéa-B&B Hotels                     | + 4h 33' 56"                         |
| 92                                   | Thomas Gachignard (FRA)              | Team TotalEnergies                   | + 4h 38' 30"                         |
| 93                                   | Mike Teunissen (NED)                 | Intermarché-Wanty                    | + 4h 40' 10"                         |
| 94                                   | Simon Geschke (GER)                  | Cofidis                              | + 4h 40' 30"                         |
| 95                                   | Brent Van Moer (BEL)                 | Lotto Dstny                          | + 4h 42' 29"                         |
| 96                                   | Mathieu van der Poel (NED)           | Alpecin-Deceuninck                   | + 4h 44' 05"                         |
| 97                                   | Christopher Juul-Jensen (DEN)        | Team Jayco AlUla                     | + 4h 45' 12"                         |
| 98                                   | Raúl García Pierna (SPA)             | Arkéa-B&B Hotels                     | + 4h 46' 12"                         |
| 99                                   | Axel Laurance (FRA)                  | Alpecin-Deceuninck                   | + 4h 46' 25"                         |
| 100                                  | Stefan Bissegger (SUI)               | EF Education-EasyPost                | + 4h 46' 55"                         |
| 101                                  | Clément Champoussin (FRA)            | Arkéa-B&B Hotels                     | + 4h 49' 59"                         |
| 102                                  | Clément Russo (FRA)                  | Groupama-FDJ                         | + 4h 51' 24"                         |
| 103                                  | Mattéo Vercher (FRA)                 | Team TotalEnergies                   | + 4h 55' 14"                         |
| 104                                  | Bryan Coquard (FRA)                  | Cofidis                              | + 4h 56' 46"                         |
| 105                                  | Rasmus Tiller (NOR)                  | Uno-X Mobility                       | + 4h 56' 51"                         |
| 106                                  | Anthony Turgis (FRA)                 | Team TotalEnergies                   | + 4h 59' 48"                         |
| 107                                  | Gianni Vermeersch (BEL)              | Alpecin-Deceuninck                   | + 5h 02' 07"                         |
| 108                                  | Axel Zingle (FRA)                    | Cofidis                              | + 5h 04' 30"                         |
| 109                                  | Marijn van den Berg (NED)            | EF Education-EasyPost                | + 5h 07' 55"                         |
| 110                                  | Nico Denz (GER)                      | Red Bull-Bora-Hansgrohe              | + 5h 08' 12"                         |
| 111                                  | Nikias Arndt (GER)                   | Bahrain Victorious                   | + 5h 08' 28"                         |
| 112                                  | Pascal Ackermann (GER)               | Israel-Premier Tech                  | + 5h 10' 14"                         |
| 113                                  | Biniam Girmay (ERI)                  | Intermarché-Wanty                    | + 5h 12' 47"                         |
| 114                                  | Piet Allegaert (BEL)                 | Cofidis                              | + 5h 16' 14"                         |
| 115                                  | Ben Turner (GBR)                     | Ineos Grenadiers                     | + 5h 17' 11"                         |
| 116                                  | Luka Mezgec (SLO)                    | Team Jayco AlUla                     | + 5h 17' 26"                         |
| 117                                  | Hugo Page (FRA)                      | Intermarché-Wanty                    | + 5h 17' 59"                         |
| 118                                  | Laurenz Rex (BEL)                    | Intermarché-Wanty                    | + 5h 18' 20"                         |
| 119                                  | Arnaud De Lie (BEL)                  | Lotto Dstny                          | + 5h 19' 56"                         |
| 120                                  | Danny van Poppel (NED)               | Red Bull-Bora-Hansgrohe              | + 5h 22' 16"                         |
| 121                                  | Cedric Beullens (BEL)                | Lotto Dstny                          | + 5h 23' 17"                         |
| 122                                  | John Degenkolb (GER)                 | Team DSM-Firmenich PostNL            | + 5h 24' 08"                         |
| 123                                  | Luke Durbridge (AUS)                 | Team Jayco AlUla                     | + 5h 26' 37"                         |
| 124                                  | Lenny Martinez (FRA)                 | Groupama-FDJ                         | + 5h 26' 45"                         |
| 125                                  | Yves Lampaert (BEL)                  | Soudal Quick-Step                    | + 5h 27' 51"                         |
| 126                                  | Silvan Dillier (SUI)                 | Alpecin-Deceuninck                   | + 5h 31' 21"                         |
| 127                                  | Matej Mohorič (SLO)                  | Bahrain Victorious                   | + 5h 33' 22"                         |
| 128                                  | Jasper Philipsen (BEL)               | Alpecin-Deceuninck                   | + 5h 34' 33"                         |
| 129                                  | Sébastien Grignard (BEL)             | Lotto Dstny                          | + 5h 36' 52"                         |
| 130                                  | Harm Vanhoucke (BEL)                 | Lotto Dstny                          | + 5h 37' 11"                         |
| 131                                  | Alexander Kristoff (NOR)             | Uno-X Mobility                       | + 5h 39' 42"                         |
| 132                                  | Sandy Dujardin (FRA)                 | Team TotalEnergies                   | + 5h 40' 58"                         |
| 133                                  | Søren Wærenskjold (NOR)              | Uno-X Mobility                       | + 5h 46' 24"                         |
| 134                                  | Robbe Ghys (BEL)                     | Alpecin-Deceuninck                   | + 5h 55' 14"                         |
| 135                                  | Dylan Groenewegen (NED)              | Team Jayco AlUla                     | + 5h 57' 41"                         |
| 136                                  | Daniel McLay (GBR)                   | Arkéa-B&B Hotels                     | + 5h 58' 08"                         |
| 137                                  | Luca Mozzato (ITA)                   | Arkéa-B&B Hotels                     | + 5h 59' 36"                         |
| 138                                  | Cees Bol (NED)                       | Astana Qazaqstan Team                | + 6h 08' 11"                         |
| 139                                  | Jarrad Drizners (AUS)                | Lotto Dstny                          | + 6h 12' 21"                         |
| 140                                  | Davide Ballerini (ITA)               | Astana Qazaqstan Team                | + 6h 22' 46"                         |
| 141                                  | Mark Cavendish (GBR)                 | Astana Qazaqstan Team                | + 6h 23' 11"                         |

| Pos. | Corredor               | Equip                   | Punts |
| ---- | ---------------------- | ----------------------- | ----- |
| 1    | Biniam Girmay (ERI)    | Intermarché-Wanty       | 387   |
| 2    | Jasper Philipsen (BEL) | Alpecin-Deceuninck      | 354   |
| 3    | Bryan Coquard (FRA)    | Cofidis                 | 208   |
| 4    | Tadej Pogačar (SLO)    | UAE Team Emirates       | 196   |
| 5    | Anthony Turgis (FRA)   | Team TotalEnergies      | 180   |
| 6    | Arnaud De Lie (BEL)    | Lotto Dstny             | 161   |
| 7    | Remco Evenepoel (BEL)  | Soudal Quick-Step       | 152   |
| 8    | Wout Van Aert (BEL)    | Team Visma-Lease a Bike | 152   |
| 9    | Jonas Abrahamsen (NOR) | Uno-X Mobility          | 149   |
| 10   | Jonas Vingegaard (DEN) | Team Visma-Lease a Bike | 136   |

| Pos. | Corredor               | Equip                   | Punts |
| ---- | ---------------------- | ----------------------- | ----- |
| 1    | Richard Carapaz (ECU)  | EF Education-EasyPost   | 127   |
| 2    | Tadej Pogačar (SLO)    | UAE Team Emirates       | 102   |
| 3    | Jonas Vingegaard (DEN) | Team Visma-Lease a Bike | 70    |
| 4    | Matteo Jorgenson (USA) | Team Visma-Lease a Bike | 54    |
| 5    | Remco Evenepoel (BEL)  | Soudal Quick-Step       | 50    |
| 6    | Wilco Kelderman (NED)  | Team Visma-Lease a Bike | 43    |
| 7    | Oier Lazkano (SPA)     | Movistar Team           | 41    |
| 8    | Jonas Abrahamsen (NOR) | Uno-X Mobility          | 36    |
| 9    | Enric Mas (SPA)        | Movistar Team           | 33    |
| 10   | David Gaudu (FRA)      | Groupama-FDJ            | 30    |

| Pos. | Corredor                 | Equip                     | Temps        |
| ---- | ------------------------ | ------------------------- | ------------ |
| 1    | Remco Evenepoel (BEL)    | Soudal Quick-Step         | 83h 48' 14"  |
| 2    | Carlos Rodríguez (SPA)   | Ineos Grenadiers          | + 15' 46"    |
| 3    | Matteo Jorgenson (USA)   | Team Visma-Lease a Bike   | + 17' 16"    |
| 4    | Santiago Buitrago (COL)  | Bahrain Victorious        | + 19' 45"    |
| 5    | Javier Romo (SPA)        | Movistar Team             | + 1h 33' 08" |
| 6    | Ilan Van Wilder (BEL)    | Soudal Quick-Step         | + 1h 45' 12" |
| 7    | Ben Healy (IRL)          | EF Education-EasyPost     | + 1h 46' 54" |
| 8    | Jordan Jegat (FRA)       | Team TotalEnergies        | + 1h 53' 18" |
| 9    | Tobias Johannessen (NOR) | Uno-X Mobility            | + 2h 12' 19" |
| 10   | Oscar Onley (GBR)        | Team DSM-Firmenich PostNL | + 2h 32' 21" |

| Pos. | Equip                   | Temps        |
| ---- | ----------------------- | ------------ |
| 1    | UAE Team Emirates       | 251h 36' 43" |
| 2    | Team Visma-Lease a Bike | + 31' 51"    |
| 3    | Soudal Quick-Step       | + 1h 33' 06" |
| 4    | Ineos Grenadiers        | + 1h 34' 05" |
| 5    | Lidl-Trek               | + 2h 33' 49" |
| 6    | Movistar Team           | + 3h 10' 06" |
| 7    | Bahrain Victorious      | + 3h 38' 21" |
| 8    | Red Bull-Bora-Hansgrohe | + 3h 57' 23" |
| 9    | Israel-Premier Tech     | + 4h 01' 23" |
| 10   | EF Education-EasyPost   | + 4h 06' 54" |

## Participants
| Team Visma \| Lease a Bike TVL | Team Visma \| Lease a Bike TVL  | Team Visma \| Lease a Bike TVL |
| ------------------------------ | ------------------------------- | ------------------------------ |
| Núm                            | Ciclista                        | Pos                            |
| 1                              | Jonas Vingegaard (DEN)          | 2n                             |
| 2                              | Tiesj Benoot (BEL)              | 49è                            |
| 3                              | Matteo Jorgenson (USA)          | 8è                             |
| 4                              | Wilco Kelderman (NED)           | 21è                            |
| 5                              | Christophe Laporte (FRA) (ruta) | 84è                            |
| 6                              | Bart Lemmen (NED)               | 70è                            |
| 7                              | Jan Tratnik (SLO)               | 64è                            |
| 8                              | Wout van Aert (BEL)             | 52è                            |

| UAE Team Emirates UAD | UAE Team Emirates UAD      | UAE Team Emirates UAD |
| --------------------- | -------------------------- | --------------------- |
| Núm                   | Ciclista                   | Pos                   |
| 11                    | Tadej Pogačar (SLO)        | 1r                    |
| 12                    | João Almeida (POR)         | 4t                    |
| 13                    | Juan Ayuso Pesquera (ESP)  | DNF-13                |
| 14                    | Nils Politt (GER) (crono)  | 75è                   |
| 15                    | Pàvel Sivakov (FRA)        | 32è                   |
| 16                    | Marc Soler i Giménez (ESP) | 44è                   |
| 17                    | Tim Wellens (BEL) (crono)  | 80è                   |
| 18                    | Adam Yates (GBR)           | 6è                    |

| Team Jayco AlUla JAY | Team Jayco AlUla JAY           | Team Jayco AlUla JAY |
| -------------------- | ------------------------------ | -------------------- |
| Núm                  | Ciclista                       | Pos                  |
| 21                   | Simon Yates (GBR)              | 12è                  |
| 22                   | Luke Durbridge (AUS)           | 123è                 |
| 23                   | Dylan Groenewegen (NED) (ruta) | 135è                 |
| 24                   | Chris Harper (AUS)             | NP-16                |
| 25                   | Christopher Juul-Jensen (DEN)  | 97è                  |
| 26                   | Michael Matthews (AUS)         | 89è                  |
| 27                   | Luka Mezgec (SLO)              | 116è                 |
| 28                   | Elmar Reinders (NED)           | NP-17                |

| Ineos Grenadiers IGD | Ineos Grenadiers IGD               | Ineos Grenadiers IGD |
| -------------------- | ---------------------------------- | -------------------- |
| Núm                  | Ciclista                           | Pos                  |
| 31                   | Carlos Rodríguez Cano (ESP)        | 7è                   |
| 32                   | Egan Bernal Gómez (COL)            | 29è                  |
| 33                   | Jonathan Castroviejo Nicolás (ESP) | 53è                  |
| 34                   | Laurens De Plus (BEL)              | 15è                  |
| 35                   | Michał Kwiatkowski (POL)           | 54è                  |
| 36                   | Thomas Pidcock (GBR)               | NP-14                |
| 37                   | Geraint Thomas (GBR)               | 42è                  |
| 38                   | Ben Turner (GBR)                   | 115è                 |

| Lidl-Trek LTK | Lidl-Trek LTK                     | Lidl-Trek LTK |
| ------------- | --------------------------------- | ------------- |
| Núm           | Ciclista                          | Pos           |
| 41            | Giulio Ciccone (ITA)              | 11è           |
| 42            | Julien Bernard (FRA)              | 22è           |
| 43            | Tim Declercq (BEL)                | NP-11         |
| 44            | Ryan Gibbons (RSA) (ruta i crono) | 87è           |
| 45            | Mads Pedersen (DEN)               | NP-8          |
| 46            | Toms Skujiņš (LAT)                | 45è           |
| 47            | Jasper Stuyven (BEL)              | 61è           |
| 48            | Carlos Verona Quintanilla (ESP)   | 24è           |

| Decathlon-AG2R La Mondiale DAT | Decathlon-AG2R La Mondiale DAT | Decathlon-AG2R La Mondiale DAT |
| ------------------------------ | ------------------------------ | ------------------------------ |
| Núm                            | Ciclista                       | Pos                            |
| 51                             | Felix Gall (AUT)               | 14è                            |
| 52                             | Bruno Armirail (FRA) (crono)   | 33è                            |
| 53                             | Sam Bennett (IRL)              | DNF-17                         |
| 54                             | Dorian Godon (FRA)             | 82è                            |
| 55                             | Paul Lapeira (FRA) (ruta)      | 88è                            |
| 56                             | Oliver Naesen (BEL)            | 83è                            |
| 57                             | Nans Peters (FRA)              | 76è                            |
| 58                             | Nicolas Prodhomme (FRA)        | 48è                            |

| Bahrain Victorious TBV | Bahrain Victorious TBV              | Bahrain Victorious TBV |
| ---------------------- | ----------------------------------- | ---------------------- |
| Núm                    | Ciclista                            | Pos                    |
| 61                     | Peio Bilbao López de Armentia (ESP) | DNF-12                 |
| 62                     | Nikias Arndt (GER)                  | 111è                   |
| 63                     | Phil Bauhaus (GER)                  | NP-17                  |
| 64                     | Santiago Buitrago Sánchez (COL)     | 10è                    |
| 65                     | Jack Haig (AUS)                     | 31è                    |
| 66                     | Matej Mohorič (SLO) (crono)         | 127è                   |
| 67                     | Wout Poels (NED)                    | 43è                    |
| 68                     | Fred Wright (GBR)                   | FC-11                  |

| Soudal Quick-Step SOQ | Soudal Quick-Step SOQ         | Soudal Quick-Step SOQ |
| --------------------- | ----------------------------- | --------------------- |
| Núm                   | Ciclista                      | Pos                   |
| 71                    | Remco Evenepoel (BEL) (crono) | 3r                    |
| 72                    | Jan Hirt (CZE)                | 67è                   |
| 73                    | Yves Lampaert (BEL)           | 125è                  |
| 74                    | Mikel Landa Meana (ESP)       | 5è                    |
| 75                    | Gianni Moscon (ITA)           | 86è                   |
| 76                    | Casper Pedersen (DEN)         | NP-4                  |
| 77                    | Ilan Van Wilder (BEL)         | 26è                   |
| 78                    | Louis Vervaeke (BEL)          | DNF-14                |

| Red Bull-Bora-Hansgrohe RBH | Red Bull-Bora-Hansgrohe RBH | Red Bull-Bora-Hansgrohe RBH |
| --------------------------- | --------------------------- | --------------------------- |
| Núm                         | Ciclista                    | Pos                         |
| 81                          | Primož Roglič (SLO)         | NP-13                       |
| 82                          | Nico Denz (GER)             | 110è                        |
| 83                          | Marco Haller (AUT)          | 85è                         |
| 84                          | Jai Hindley (AUS)           | 18è                         |
| 85                          | Bob Jungels (LUX)           | 37è                         |
| 86                          | Matteo Sobrero (ITA)        | 60è                         |
| 87                          | Danny van Poppel (NED)      | 120è                        |
| 88                          | Aleksandr Vlàssov           | NP-10                       |

| Groupama-FDJ GFC | Groupama-FDJ GFC           | Groupama-FDJ GFC |
| ---------------- | -------------------------- | ---------------- |
| Núm              | Ciclista                   | Pos              |
| 91               | David Gaudu (FRA)          | 65è              |
| 92               | Kevin Geniets (LUX) (ruta) | 58è              |
| 93               | Romain Grégoire (FRA)      | 41è              |
| 94               | Stefan Küng (SUI) (crono)  | NP-19            |
| 95               | Valentin Madouas (FRA)     | 25è              |
| 96               | Lenny Martinez (FRA)       | 124è             |
| 97               | Quentin Pacher (FRA)       | 46è              |
| 98               | Clément Russo (FRA)        | 102è             |

| Alpecin-Deceuninck ADC | Alpecin-Deceuninck ADC            | Alpecin-Deceuninck ADC |
| ---------------------- | --------------------------------- | ---------------------- |
| Núm                    | Ciclista                          | Pos                    |
| 101                    | Mathieu van der Poel (NED) (ruta) | 96è                    |
| 102                    | Silvan Dillier (SUI)              | 126è                   |
| 103                    | Robbe Ghys (BEL)                  | 134è                   |
| 104                    | Søren Kragh Andersen (DEN)        | FC-12                  |
| 105                    | Axel Laurance (FRA)               | 99è                    |
| 106                    | Jasper Philipsen (BEL)            | 128è                   |
| 107                    | Jonas Rickaert (BEL)              | FC-12                  |
| 108                    | Gianni Vermeersch (BEL)           | 107è                   |

| EF Education-EasyPost EFE | EF Education-EasyPost EFE                | EF Education-EasyPost EFE |
| ------------------------- | ---------------------------------------- | ------------------------- |
| Núm                       | Ciclista                                 | Pos                       |
| 111                       | Richard Carapaz Montenegro (ECU) (crono) | 17è                       |
| 112                       | Alberto Bettiol (ITA) (ruta)             | DNF-14                    |
| 113                       | Stefan Bissegger (SUI)                   | 100è                      |
| 114                       | Rui Alberto Faria da Costa (POR) (ruta)  | 68è                       |
| 115                       | Ben Healy (IRL)                          | 27è                       |
| 116                       | Neilson Powless (USA)                    | 59è                       |
| 117                       | Sean Quinn (USA) (ruta)                  | 78è                       |
| 118                       | Marijn van den Berg (NED)                | 109è                      |

| Lotto Dstny LTD | Lotto Dstny LTD            | Lotto Dstny LTD |
| --------------- | -------------------------- | --------------- |
| Núm             | Ciclista                   | Pos             |
| 121             | Arnaud De Lie (BEL) (ruta) | 119è            |
| 122             | Cedric Beullens (BEL)      | 121è            |
| 123             | Victor Campenaerts (BEL)   | 81è             |
| 124             | Jarrad Drizners (AUS)      | 139è            |
| 125             | Sébastien Grignard (BEL)   | 129è            |
| 126             | Maxim Van Gils (BEL)       | NP-16           |
| 127             | Harm Vanhoucke (BEL)       | 130è            |
| 128             | Brent Van Moer (BEL)       | 95è             |

| Israel-Premier Tech IPT | Israel-Premier Tech IPT | Israel-Premier Tech IPT |
| ----------------------- | ----------------------- | ----------------------- |
| Núm                     | Ciclista                | Pos                     |
| 131                     | Stephen Williams (GBR)  | 73è                     |
| 132                     | Pascal Ackermann (GER)  | 112è                    |
| 133                     | Guillaume Boivin (CAN)  | NP-14                   |
| 134                     | Jakob Fuglsang (DEN)    | 38è                     |
| 135                     | Derek Gee (CAN)         | 9è                      |
| 136                     | Hugo Houle (CAN)        | 50è                     |
| 137                     | Krists Neilands (LAT)   | 66è                     |
| 138                     | Jake Stewart (GBR)      | NP-19                   |

| Cofidis COF | Cofidis COF                 | Cofidis COF |
| ----------- | --------------------------- | ----------- |
| Núm         | Ciclista                    | Pos         |
| 141         | Guillaume Martin (FRA)      | 13è         |
| 142         | Piet Allegaert (BEL)        | 114è        |
| 143         | Bryan Coquard (FRA)         | 104è        |
| 144         | Simon Geschke (GER)         | 94è         |
| 145         | Jesús Herrada López (ESP)   | NP-13       |
| 146         | Ion Izagirre Insausti (ESP) | DNF-11      |
| 147         | Alexis Renard (FRA)         | DNF-11      |
| 148         | Axel Zingle (FRA)           | 108è        |

| Movistar Team MOV | Movistar Team MOV                    | Movistar Team MOV |
| ----------------- | ------------------------------------ | ----------------- |
| Núm               | Ciclista                             | Pos               |
| 151               | Enric Mas Nicolau (ESP)              | 19è               |
| 152               | Alexander Aranburu Deba (ESP) (ruta) | 71è               |
| 153               | Davide Formolo (ITA)                 | 72è               |
| 154               | Fernando Gaviria Rendón (COL)        | DNF-17            |
| 155               | Oier Lazkano López (ESP)             | 79è               |
| 156               | Gregor Mühlberger (AUT)              | 56è               |
| 157               | Nélson Oliveira (POR)                | 51è               |
| 158               | Javier Romo (ESP)                    | 23è               |

| Arkéa-B&B Hotels ARK | Arkéa-B&B Hotels ARK            | Arkéa-B&B Hotels ARK |
| -------------------- | ------------------------------- | -------------------- |
| Núm                  | Ciclista                        | Pos                  |
| 161                  | Kévin Vauquelin (FRA)           | 91è                  |
| 162                  | Amaury Capiot (BEL)             | DNF-14               |
| 163                  | Clément Champoussin (FRA)       | 101è                 |
| 164                  | Arnaud Démare (FRA)             | FC-19                |
| 165                  | Raúl García Pierna (ESP)        | 98è                  |
| 166                  | Daniel McLay (GBR)              | 136è                 |
| 167                  | Luca Mozzato (ITA)              | 137è                 |
| 168                  | Cristián Rodríguez Martín (ESP) | 36è                  |

| Intermarché-Wanty IWA | Intermarché-Wanty IWA  | Intermarché-Wanty IWA |
| --------------------- | ---------------------- | --------------------- |
| Núm                   | Ciclista               | Pos                   |
| 171                   | Louis Meintjes (RSA)   | 20è                   |
| 172                   | Biniam Girmay (ERI)    | 113è                  |
| 173                   | Kobe Goossens (BEL)    | 69è                   |
| 174                   | Hugo Page (FRA)        | 117è                  |
| 175                   | Laurenz Rex (BEL)      | 118è                  |
| 176                   | Mike Teunissen (NED)   | 93è                   |
| 177                   | Gerben Thijssen (BEL)  | DNF-15                |
| 178                   | Georg Zimmermann (GER) | 77è                   |

| Team dsm-firmenich PostNL DFP | Team dsm-firmenich PostNL DFP | Team dsm-firmenich PostNL DFP |
| ----------------------------- | ----------------------------- | ----------------------------- |
| Núm                           | Ciclista                      | Pos                           |
| 181                           | Romain Bardet (FRA)           | 30è                           |
| 182                           | Warren Barguil (FRA)          | 40è                           |
| 183                           | John Degenkolb (GER)          | 122è                          |
| 184                           | Nils Eekhoff (NED)            | DNF-19                        |
| 185                           | Fabio Jakobsen (NED)          | DNF-12                        |
| 186                           | Oscar Onley (GBR)             | 39è                           |
| 187                           | Frank van den Broek (NED)     | 62è                           |
| 188                           | Bram Welten (NED)             | FC-15                         |

| Astana Qazaqstan Team AST | Astana Qazaqstan Team AST | Astana Qazaqstan Team AST |
| ------------------------- | ------------------------- | ------------------------- |
| Núm                       | Ciclista                  | Pos                       |
| 191                       | Mark Cavendish (GBR)      | 141è                      |
| 192                       | Davide Ballerini (ITA)    | 140è                      |
| 193                       | Cees Bol (NED)            | 138è                      |
| 194                       | Yevgeniy Fedorov (KAZ)    | FC-12                     |
| 195                       | Michele Gazzoli (ITA)     | DNF-1                     |
| 196                       | Aleksei Lutsenko (KAZ)    | DNF-17                    |
| 197                       | Michael Mørkøv (DEN)      | NP-12                     |
| 198                       | Harold Tejada (COL)       | 74è                       |

| Uno-X Mobility UXM | Uno-X Mobility UXM               | Uno-X Mobility UXM |
| ------------------ | -------------------------------- | ------------------ |
| Núm                | Ciclista                         | Pos                |
| 201                | Magnus Cort Nielsen (DEN)        | 57è                |
| 202                | Jonas Abrahamsen (NOR)           | 55è                |
| 203                | Odd Christian Eiking (NOR)       | 34è                |
| 204                | Tobias Halland Johannessen (NOR) | 35è                |
| 205                | Alexander Kristoff (NOR)         | 131è               |
| 206                | Johannes Kulset (NOR)            | 47è                |
| 207                | Rasmus Tiller (NOR)              | 105è               |
| 208                | Søren Wærenskjold (NOR) (crono)  | 133è               |

| TotalEnergies TEN | TotalEnergies TEN        | TotalEnergies TEN |
| ----------------- | ------------------------ | ----------------- |
| Núm               | Ciclista                 | Pos               |
| 211               | Steff Cras (BEL)         | 16è               |
| 212               | Mathieu Burgaudeau (FRA) | 63è               |
| 213               | Sandy Dujardin (FRA)     | 132è              |
| 214               | Thomas Gachignard (FRA)  | 92è               |
| 215               | Fabien Grellier (FRA)    | 90è               |
| 216               | Jordan Jegat (FRA)       | 28è               |
| 217               | Anthony Turgis (FRA)     | 106è              |
| 218               | Mattéo Vercher (FRA)     | 103è              |

| Team Visma \| Lease a Bike TVL | Team Visma \| Lease a Bike TVL  | Team Visma \| Lease a Bike TVL |
| ------------------------------ | ------------------------------- | ------------------------------ |
| Núm                            | Ciclista                        | Pos                            |
| 1                              | Jonas Vingegaard (DEN)          | 2n                             |
| 2                              | Tiesj Benoot (BEL)              | 49è                            |
| 3                              | Matteo Jorgenson (USA)          | 8è                             |
| 4                              | Wilco Kelderman (NED)           | 21è                            |
| 5                              | Christophe Laporte (FRA) (ruta) | 84è                            |
| 6                              | Bart Lemmen (NED)               | 70è                            |
| 7                              | Jan Tratnik (SLO)               | 64è                            |
| 8                              | Wout van Aert (BEL)             | 52è                            |

| UAE Team Emirates UAD | UAE Team Emirates UAD      | UAE Team Emirates UAD |
| --------------------- | -------------------------- | --------------------- |
| Núm                   | Ciclista                   | Pos                   |
| 11                    | Tadej Pogačar (SLO)        | 1r                    |
| 12                    | João Almeida (POR)         | 4t                    |
| 13                    | Juan Ayuso Pesquera (ESP)  | DNF-13                |
| 14                    | Nils Politt (GER) (crono)  | 75è                   |
| 15                    | Pàvel Sivakov (FRA)        | 32è                   |
| 16                    | Marc Soler i Giménez (ESP) | 44è                   |
| 17                    | Tim Wellens (BEL) (crono)  | 80è                   |
| 18                    | Adam Yates (GBR)           | 6è                    |

| Team Jayco AlUla JAY | Team Jayco AlUla JAY           | Team Jayco AlUla JAY |
| -------------------- | ------------------------------ | -------------------- |
| Núm                  | Ciclista                       | Pos                  |
| 21                   | Simon Yates (GBR)              | 12è                  |
| 22                   | Luke Durbridge (AUS)           | 123è                 |
| 23                   | Dylan Groenewegen (NED) (ruta) | 135è                 |
| 24                   | Chris Harper (AUS)             | NP-16                |
| 25                   | Christopher Juul-Jensen (DEN)  | 97è                  |
| 26                   | Michael Matthews (AUS)         | 89è                  |
| 27                   | Luka Mezgec (SLO)              | 116è                 |
| 28                   | Elmar Reinders (NED)           | NP-17                |

| Ineos Grenadiers IGD | Ineos Grenadiers IGD               | Ineos Grenadiers IGD |
| -------------------- | ---------------------------------- | -------------------- |
| Núm                  | Ciclista                           | Pos                  |
| 31                   | Carlos Rodríguez Cano (ESP)        | 7è                   |
| 32                   | Egan Bernal Gómez (COL)            | 29è                  |
| 33                   | Jonathan Castroviejo Nicolás (ESP) | 53è                  |
| 34                   | Laurens De Plus (BEL)              | 15è                  |
| 35                   | Michał Kwiatkowski (POL)           | 54è                  |
| 36                   | Thomas Pidcock (GBR)               | NP-14                |
| 37                   | Geraint Thomas (GBR)               | 42è                  |
| 38                   | Ben Turner (GBR)                   | 115è                 |

| Lidl-Trek LTK | Lidl-Trek LTK                     | Lidl-Trek LTK |
| ------------- | --------------------------------- | ------------- |
| Núm           | Ciclista                          | Pos           |
| 41            | Giulio Ciccone (ITA)              | 11è           |
| 42            | Julien Bernard (FRA)              | 22è           |
| 43            | Tim Declercq (BEL)                | NP-11         |
| 44            | Ryan Gibbons (RSA) (ruta i crono) | 87è           |
| 45            | Mads Pedersen (DEN)               | NP-8          |
| 46            | Toms Skujiņš (LAT)                | 45è           |
| 47            | Jasper Stuyven (BEL)              | 61è           |
| 48            | Carlos Verona Quintanilla (ESP)   | 24è           |

| Decathlon-AG2R La Mondiale DAT | Decathlon-AG2R La Mondiale DAT | Decathlon-AG2R La Mondiale DAT |
| ------------------------------ | ------------------------------ | ------------------------------ |
| Núm                            | Ciclista                       | Pos                            |
| 51                             | Felix Gall (AUT)               | 14è                            |
| 52                             | Bruno Armirail (FRA) (crono)   | 33è                            |
| 53                             | Sam Bennett (IRL)              | DNF-17                         |
| 54                             | Dorian Godon (FRA)             | 82è                            |
| 55                             | Paul Lapeira (FRA) (ruta)      | 88è                            |
| 56                             | Oliver Naesen (BEL)            | 83è                            |
| 57                             | Nans Peters (FRA)              | 76è                            |
| 58                             | Nicolas Prodhomme (FRA)        | 48è                            |

| Bahrain Victorious TBV | Bahrain Victorious TBV              | Bahrain Victorious TBV |
| ---------------------- | ----------------------------------- | ---------------------- |
| Núm                    | Ciclista                            | Pos                    |
| 61                     | Peio Bilbao López de Armentia (ESP) | DNF-12                 |
| 62                     | Nikias Arndt (GER)                  | 111è                   |
| 63                     | Phil Bauhaus (GER)                  | NP-17                  |
| 64                     | Santiago Buitrago Sánchez (COL)     | 10è                    |
| 65                     | Jack Haig (AUS)                     | 31è                    |
| 66                     | Matej Mohorič (SLO) (crono)         | 127è                   |
| 67                     | Wout Poels (NED)                    | 43è                    |
| 68                     | Fred Wright (GBR)                   | FC-11                  |

| Soudal Quick-Step SOQ | Soudal Quick-Step SOQ         | Soudal Quick-Step SOQ |
| --------------------- | ----------------------------- | --------------------- |
| Núm                   | Ciclista                      | Pos                   |
| 71                    | Remco Evenepoel (BEL) (crono) | 3r                    |
| 72                    | Jan Hirt (CZE)                | 67è                   |
| 73                    | Yves Lampaert (BEL)           | 125è                  |
| 74                    | Mikel Landa Meana (ESP)       | 5è                    |
| 75                    | Gianni Moscon (ITA)           | 86è                   |
| 76                    | Casper Pedersen (DEN)         | NP-4                  |
| 77                    | Ilan Van Wilder (BEL)         | 26è                   |
| 78                    | Louis Vervaeke (BEL)          | DNF-14                |

| Red Bull-Bora-Hansgrohe RBH | Red Bull-Bora-Hansgrohe RBH | Red Bull-Bora-Hansgrohe RBH |
| --------------------------- | --------------------------- | --------------------------- |
| Núm                         | Ciclista                    | Pos                         |
| 81                          | Primož Roglič (SLO)         | NP-13                       |
| 82                          | Nico Denz (GER)             | 110è                        |
| 83                          | Marco Haller (AUT)          | 85è                         |
| 84                          | Jai Hindley (AUS)           | 18è                         |
| 85                          | Bob Jungels (LUX)           | 37è                         |
| 86                          | Matteo Sobrero (ITA)        | 60è                         |
| 87                          | Danny van Poppel (NED)      | 120è                        |
| 88                          | Aleksandr Vlàssov           | NP-10                       |

| Groupama-FDJ GFC | Groupama-FDJ GFC           | Groupama-FDJ GFC |
| ---------------- | -------------------------- | ---------------- |
| Núm              | Ciclista                   | Pos              |
| 91               | David Gaudu (FRA)          | 65è              |
| 92               | Kevin Geniets (LUX) (ruta) | 58è              |
| 93               | Romain Grégoire (FRA)      | 41è              |
| 94               | Stefan Küng (SUI) (crono)  | NP-19            |
| 95               | Valentin Madouas (FRA)     | 25è              |
| 96               | Lenny Martinez (FRA)       | 124è             |
| 97               | Quentin Pacher (FRA)       | 46è              |
| 98               | Clément Russo (FRA)        | 102è             |

| Alpecin-Deceuninck ADC | Alpecin-Deceuninck ADC            | Alpecin-Deceuninck ADC |
| ---------------------- | --------------------------------- | ---------------------- |
| Núm                    | Ciclista                          | Pos                    |
| 101                    | Mathieu van der Poel (NED) (ruta) | 96è                    |
| 102                    | Silvan Dillier (SUI)              | 126è                   |
| 103                    | Robbe Ghys (BEL)                  | 134è                   |
| 104                    | Søren Kragh Andersen (DEN)        | FC-12                  |
| 105                    | Axel Laurance (FRA)               | 99è                    |
| 106                    | Jasper Philipsen (BEL)            | 128è                   |
| 107                    | Jonas Rickaert (BEL)              | FC-12                  |
| 108                    | Gianni Vermeersch (BEL)           | 107è                   |

| EF Education-EasyPost EFE | EF Education-EasyPost EFE                | EF Education-EasyPost EFE |
| ------------------------- | ---------------------------------------- | ------------------------- |
| Núm                       | Ciclista                                 | Pos                       |
| 111                       | Richard Carapaz Montenegro (ECU) (crono) | 17è                       |
| 112                       | Alberto Bettiol (ITA) (ruta)             | DNF-14                    |
| 113                       | Stefan Bissegger (SUI)                   | 100è                      |
| 114                       | Rui Alberto Faria da Costa (POR) (ruta)  | 68è                       |
| 115                       | Ben Healy (IRL)                          | 27è                       |
| 116                       | Neilson Powless (USA)                    | 59è                       |
| 117                       | Sean Quinn (USA) (ruta)                  | 78è                       |
| 118                       | Marijn van den Berg (NED)                | 109è                      |

| Lotto Dstny LTD | Lotto Dstny LTD            | Lotto Dstny LTD |
| --------------- | -------------------------- | --------------- |
| Núm             | Ciclista                   | Pos             |
| 121             | Arnaud De Lie (BEL) (ruta) | 119è            |
| 122             | Cedric Beullens (BEL)      | 121è            |
| 123             | Victor Campenaerts (BEL)   | 81è             |
| 124             | Jarrad Drizners (AUS)      | 139è            |
| 125             | Sébastien Grignard (BEL)   | 129è            |
| 126             | Maxim Van Gils (BEL)       | NP-16           |
| 127             | Harm Vanhoucke (BEL)       | 130è            |
| 128             | Brent Van Moer (BEL)       | 95è             |

| Israel-Premier Tech IPT | Israel-Premier Tech IPT | Israel-Premier Tech IPT |
| ----------------------- | ----------------------- | ----------------------- |
| Núm                     | Ciclista                | Pos                     |
| 131                     | Stephen Williams (GBR)  | 73è                     |
| 132                     | Pascal Ackermann (GER)  | 112è                    |
| 133                     | Guillaume Boivin (CAN)  | NP-14                   |
| 134                     | Jakob Fuglsang (DEN)    | 38è                     |
| 135                     | Derek Gee (CAN)         | 9è                      |
| 136                     | Hugo Houle (CAN)        | 50è                     |
| 137                     | Krists Neilands (LAT)   | 66è                     |
| 138                     | Jake Stewart (GBR)      | NP-19                   |

| Cofidis COF | Cofidis COF                 | Cofidis COF |
| ----------- | --------------------------- | ----------- |
| Núm         | Ciclista                    | Pos         |
| 141         | Guillaume Martin (FRA)      | 13è         |
| 142         | Piet Allegaert (BEL)        | 114è        |
| 143         | Bryan Coquard (FRA)         | 104è        |
| 144         | Simon Geschke (GER)         | 94è         |
| 145         | Jesús Herrada López (ESP)   | NP-13       |
| 146         | Ion Izagirre Insausti (ESP) | DNF-11      |
| 147         | Alexis Renard (FRA)         | DNF-11      |
| 148         | Axel Zingle (FRA)           | 108è        |

| Movistar Team MOV | Movistar Team MOV                    | Movistar Team MOV |
| ----------------- | ------------------------------------ | ----------------- |
| Núm               | Ciclista                             | Pos               |
| 151               | Enric Mas Nicolau (ESP)              | 19è               |
| 152               | Alexander Aranburu Deba (ESP) (ruta) | 71è               |
| 153               | Davide Formolo (ITA)                 | 72è               |
| 154               | Fernando Gaviria Rendón (COL)        | DNF-17            |
| 155               | Oier Lazkano López (ESP)             | 79è               |
| 156               | Gregor Mühlberger (AUT)              | 56è               |
| 157               | Nélson Oliveira (POR)                | 51è               |
| 158               | Javier Romo (ESP)                    | 23è               |

| Arkéa-B&B Hotels ARK | Arkéa-B&B Hotels ARK            | Arkéa-B&B Hotels ARK |
| -------------------- | ------------------------------- | -------------------- |
| Núm                  | Ciclista                        | Pos                  |
| 161                  | Kévin Vauquelin (FRA)           | 91è                  |
| 162                  | Amaury Capiot (BEL)             | DNF-14               |
| 163                  | Clément Champoussin (FRA)       | 101è                 |
| 164                  | Arnaud Démare (FRA)             | FC-19                |
| 165                  | Raúl García Pierna (ESP)        | 98è                  |
| 166                  | Daniel McLay (GBR)              | 136è                 |
| 167                  | Luca Mozzato (ITA)              | 137è                 |
| 168                  | Cristián Rodríguez Martín (ESP) | 36è                  |

| Intermarché-Wanty IWA | Intermarché-Wanty IWA  | Intermarché-Wanty IWA |
| --------------------- | ---------------------- | --------------------- |
| Núm                   | Ciclista               | Pos                   |
| 171                   | Louis Meintjes (RSA)   | 20è                   |
| 172                   | Biniam Girmay (ERI)    | 113è                  |
| 173                   | Kobe Goossens (BEL)    | 69è                   |
| 174                   | Hugo Page (FRA)        | 117è                  |
| 175                   | Laurenz Rex (BEL)      | 118è                  |
| 176                   | Mike Teunissen (NED)   | 93è                   |
| 177                   | Gerben Thijssen (BEL)  | DNF-15                |
| 178                   | Georg Zimmermann (GER) | 77è                   |

| Team dsm-firmenich PostNL DFP | Team dsm-firmenich PostNL DFP | Team dsm-firmenich PostNL DFP |
| ----------------------------- | ----------------------------- | ----------------------------- |
| Núm                           | Ciclista                      | Pos                           |
| 181                           | Romain Bardet (FRA)           | 30è                           |
| 182                           | Warren Barguil (FRA)          | 40è                           |
| 183                           | John Degenkolb (GER)          | 122è                          |
| 184                           | Nils Eekhoff (NED)            | DNF-19                        |
| 185                           | Fabio Jakobsen (NED)          | DNF-12                        |
| 186                           | Oscar Onley (GBR)             | 39è                           |
| 187                           | Frank van den Broek (NED)     | 62è                           |
| 188                           | Bram Welten (NED)             | FC-15                         |

| Astana Qazaqstan Team AST | Astana Qazaqstan Team AST | Astana Qazaqstan Team AST |
| ------------------------- | ------------------------- | ------------------------- |
| Núm                       | Ciclista                  | Pos                       |
| 191                       | Mark Cavendish (GBR)      | 141è                      |
| 192                       | Davide Ballerini (ITA)    | 140è                      |
| 193                       | Cees Bol (NED)            | 138è                      |
| 194                       | Yevgeniy Fedorov (KAZ)    | FC-12                     |
| 195                       | Michele Gazzoli (ITA)     | DNF-1                     |
| 196                       | Aleksei Lutsenko (KAZ)    | DNF-17                    |
| 197                       | Michael Mørkøv (DEN)      | NP-12                     |
| 198                       | Harold Tejada (COL)       | 74è                       |

| Uno-X Mobility UXM | Uno-X Mobility UXM               | Uno-X Mobility UXM |
| ------------------ | -------------------------------- | ------------------ |
| Núm                | Ciclista                         | Pos                |
| 201                | Magnus Cort Nielsen (DEN)        | 57è                |
| 202                | Jonas Abrahamsen (NOR)           | 55è                |
| 203                | Odd Christian Eiking (NOR)       | 34è                |
| 204                | Tobias Halland Johannessen (NOR) | 35è                |
| 205                | Alexander Kristoff (NOR)         | 131è               |
| 206                | Johannes Kulset (NOR)            | 47è                |
| 207                | Rasmus Tiller (NOR)              | 105è               |
| 208                | Søren Wærenskjold (NOR) (crono)  | 133è               |

| TotalEnergies TEN | TotalEnergies TEN        | TotalEnergies TEN |
| ----------------- | ------------------------ | ----------------- |
| Núm               | Ciclista                 | Pos               |
| 211               | Steff Cras (BEL)         | 16è               |
| 212               | Mathieu Burgaudeau (FRA) | 63è               |
| 213               | Sandy Dujardin (FRA)     | 132è              |
| 214               | Thomas Gachignard (FRA)  | 92è               |
| 215               | Fabien Grellier (FRA)    | 90è               |
| 216               | Jordan Jegat (FRA)       | 28è               |
| 217               | Anthony Turgis (FRA)     | 106è              |
| 218               | Mattéo Vercher (FRA)     | 103è              |